# 2C-B
Pour les articles homonymes, voir Nexus.
Le 2C-B (parfois désigné sous le nom de nexus) est une drogue hallucinogène psychédélique synthétisée par Alexander Shulgin en 1974. Son nom chimique est 4-bromo-2,5-diméthoxyphényléthylamine.

## Historique
Il a été synthétisé par Alexander Shulgin en 1974, qui le teste en 1975.
Avant d'être inscrit au Tableau II de la convention sur les substances psychotropes en 2001 et progressivement interdit dans les pays signataires, le 2C-B a été commercialisé sous divers noms comme Éros (aphrodisiaque fabriqué par la firme pharmaceutique allemande Drittewelle et distribué notamment aux États-Unis) ou même parfois sous le nom inexact de bromo-mescaline.
Il apparaît sur la scène festive américaine à la fin des années 1980 et en Europe à partir de 1995.

## Chimie
Il appartient à classe des phényléthylamines.
Sa structure et son activité sont proches de la mescaline (composé actif du peyotl).

### Synthèse
Il est synthétisé à partir du 2,5-diméthoxybenzaldéhyde.

## Pharmacologie
Contrairement à la plupart des hallucinogènes, le 2C-B a une faible affinité pour le récepteur 5-HT2A ,. Ceci suggère que le récepteur 5-HT2C est principalement responsable des effets expérimentés par les utilisateurs de la molécule.
Le 2C-B requiert des dosages très précis, la courbe de dose/effets étant exponentielle et non logarithmique comme pour la majorité des drogues. Une différence de 2 mg peut considérablement renforcer les effets.
Il n'induit pas de dépendance mais entraîne une forte accoutumance immédiate et qui se résorbe en quelques jours.
Aucun décès n'est attribué au 2C-B. Aucune étude sérieuse n'a été menée au sujet de ses effets potentiels ou de sa toxicité.

## Effets et conséquences
À petites doses, le 2C-B est décrit comme entactogène et à doses plus fortes il génère des hallucinations, euphorie voire paranoïa. 
Outre les effets psychodysleptiques, il induit des troubles de la concentration, des troubles de la coordination, parfois des troubles digestifs légers voire des troubles du rythme cardiaque ou une hyperthermie. Aucune différence n’a été rapportée entre les sexes.

### Effets recherchés
- illusions sensorielles ;
- sensations d'énergie, de bien-être ;
- sensation d'empathie ;
- exacerbation des sens (notamment tactile et sensibilité à la musique) [6];
- synesthésie.

Comme tout produit psychédélique, son usage peut générer des bad trips.

## Consommation

### Mode de consommation
Le 2C-B se présente sous la forme d'une poudre grise habituellement présentée dans des comprimés ou des gélules. Ces comprimés contiennent parfois d'autres substances comme des amphétamines ou de la caféine.
Dans son usage détourné et récréatif, il est souvent utilisé en combinaison avec de la MDMA (ecstasy).
Il est généralement absorbé par voie orale ou plus rarement inhalé.
Dans son livre PIHKAL (Phénéthylamines que j'ai connues et aimées), Shulgin indique un dosage de 12  à   24 mg.

### Diffusion

#### Amérique latine
le 2C-B a été importé à partir de 2000, puis fabriqué localement. Une enquête réalisée pour la municipalité de Medellín révèle que 94 % des échantillons analysés ne contiennent pas la molécule de 2C-B, mais que 59.2% d'entre eux contenaient en réalité de la kétamine ou ses derivés.

## Cocaïne rose
La cocaïne rose, également nommée « Panthère rose », « Pink C » ou encore « coke chinoise », désigne deux drogues différentes aux effets et à la dangerosité similaires. L’une est le surnom donné à la 2 C-B, l'autre un mélange de plusieurs substances stimulantes et hallucinogènes telles que la kétamine, la MDMA ou la caféine. Les deux produits rosées sont vendue au même prix de 60 € indique au Figaro le professeur Laurent Karila, addictologue et psychiatre à l’hôpital Paul-Brousse (AP-HP).